# Torre di Santa Maria
Torre di Santa Maria es una localidad y comune italiana de la provincia de Sondrio, región de Lombardía, con 891 habitantes.

## Evolución demográfica
| Gráfica de evolución demográfica de Torre di Santa Maria entre 1861 y 2001 |
|                                                                            |
| Fuente ISTAT - elaboración gráfica de Wikipedia                            |